# Leichtathletik-Europameisterschaften 2018/10.000 m der Männer

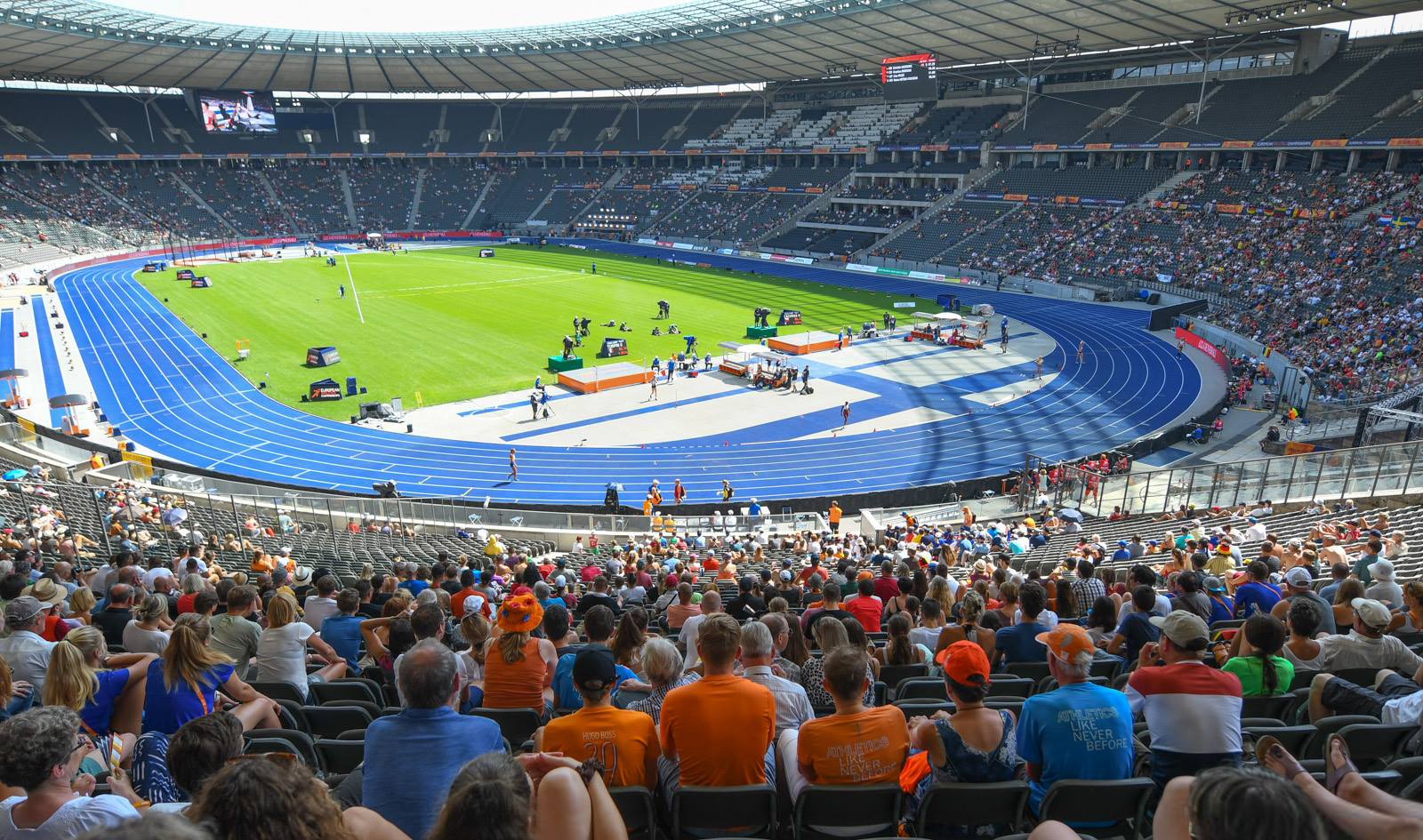
Das Berliner Olympiastadion am 9. August 2018

Der 10.000-Meter-Lauf der Männer bei den Leichtathletik-Europameisterschaften 2018 fand am 7. August im Olympiastadion in der deutschen Hauptstadt Berlin statt.
Europameister wurde der Franzose Morhad Amdouni. Er siegte vor dem Belgier Bashir Abdi. Der Italiener Yemaneberhan Crippa gewann die Bronzemedaille.

## Bestehende Rekorde
| Weltrekord           | 26:17,53 min | Kenenisa Bekele | Brüssel, Belgien                             | 26. August 2005 |
| Europarekord         | 26:46,57 min | Mo Farah        | Eugene (Oregon), USA                         | 3. Juni 2011    |
| Meisterschaftsrekord | 27:30,99 min | Martti Vainio   | EM Prag, Tschechoslowakei (heute Tschechien) | 29. August 1978 |

Das Rennen war im gesamten Verlauf auf eine Spurtentscheidung ausgerichtet. So war das Tempo nicht allzu hoch und der bereits seit 1978 bestehende EM-Rekord wurde auch hier in Berlin nicht erreicht. Die Siegerzeit des französischen Europameisters Morhad Amdouni von 28:11,22 min lag um 40,23 s über dem Rekord. Zum Europarekord fehlten ihm 1:24,25 min, zum Weltrekord 1:53,29 min.

## Durchführung
Vorläufe mussten bei 32 Teilnehmern nicht angesetzt werden, das Feld ging sofort in den Entscheidungslauf.

## Legende
Kurze Übersicht zur Bedeutung der Symbolik – so üblicherweise auch in sonstigen Veröffentlichungen verwendet:
| SB  | Persönliche Jahresbestleistung           |
| DNF | Wettkampf nicht beendet (did not finish) |

## Ergebnis

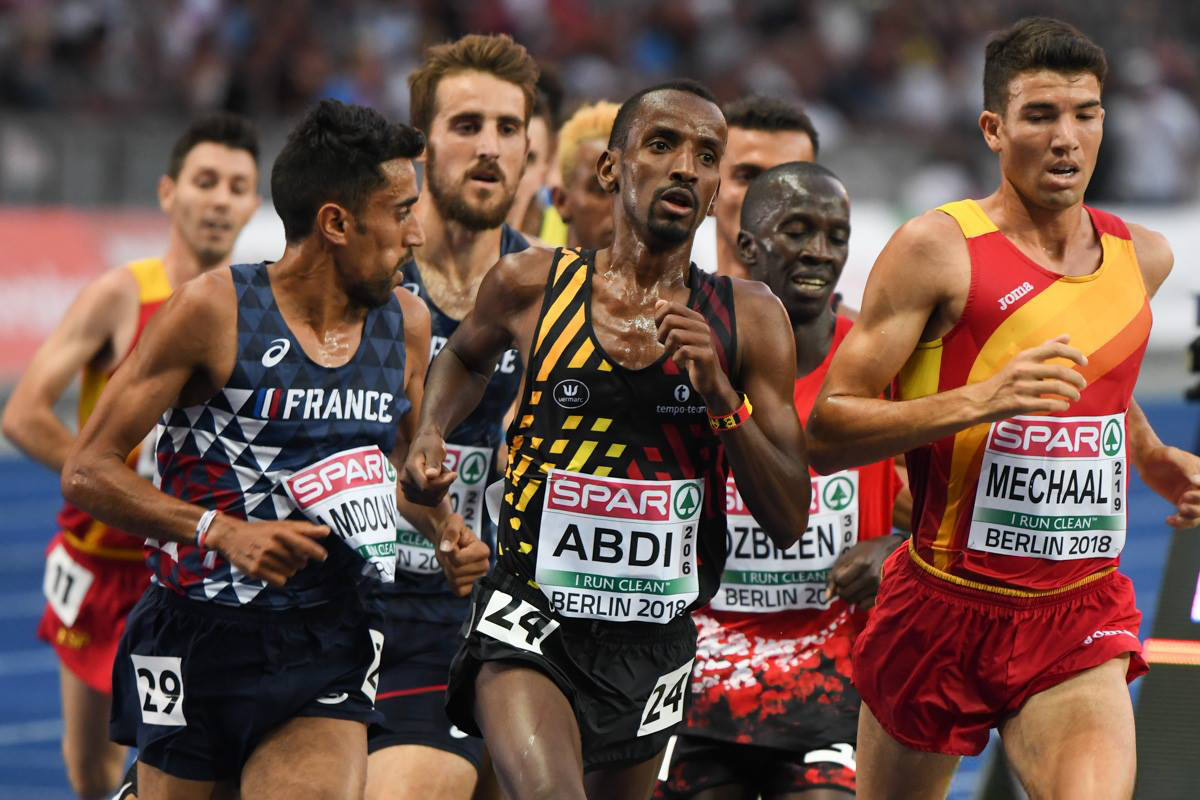
Szene aus dem 10.000-Meter-Finale

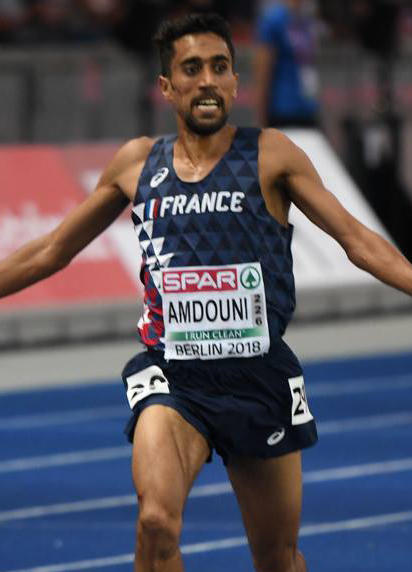
Europameister Morhad Amdouni

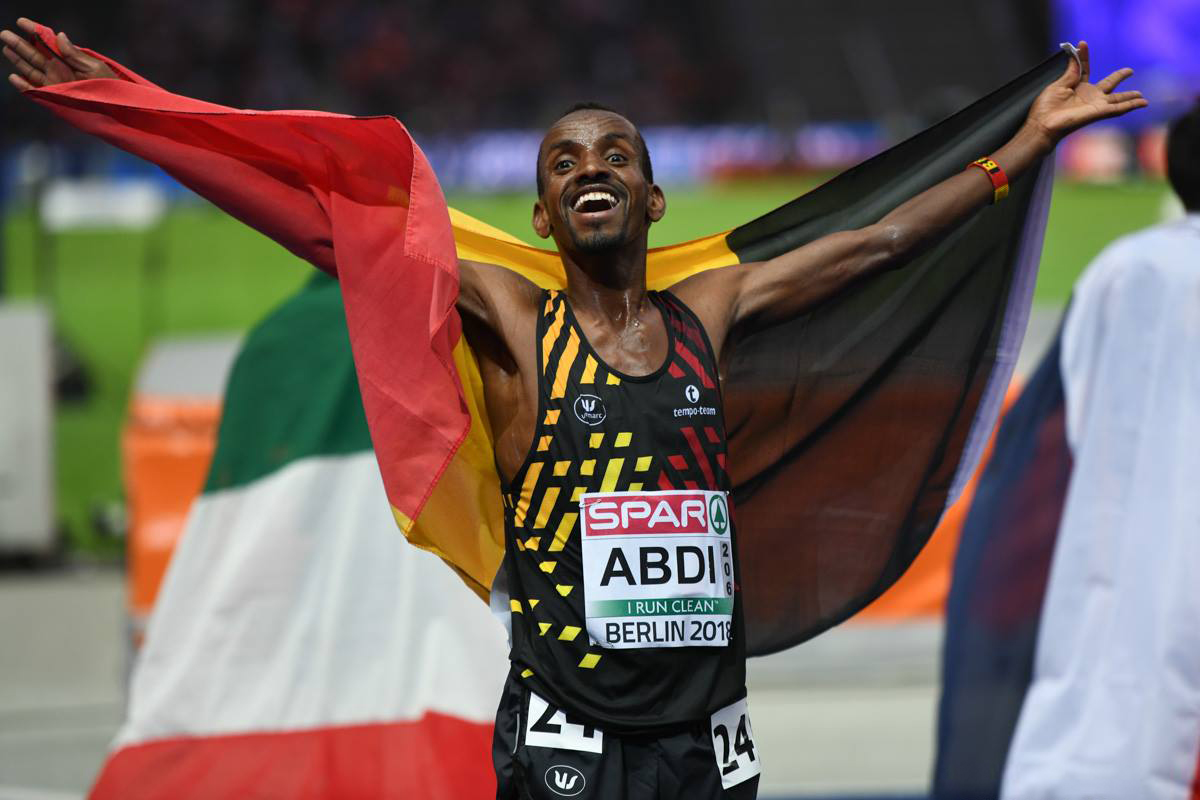
Vizeeuropameister Bashir Abdi

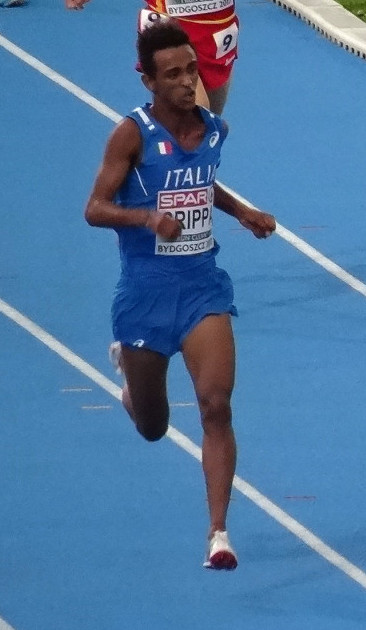
Bronzemedaillengewinner Yemaneberhan Crippa

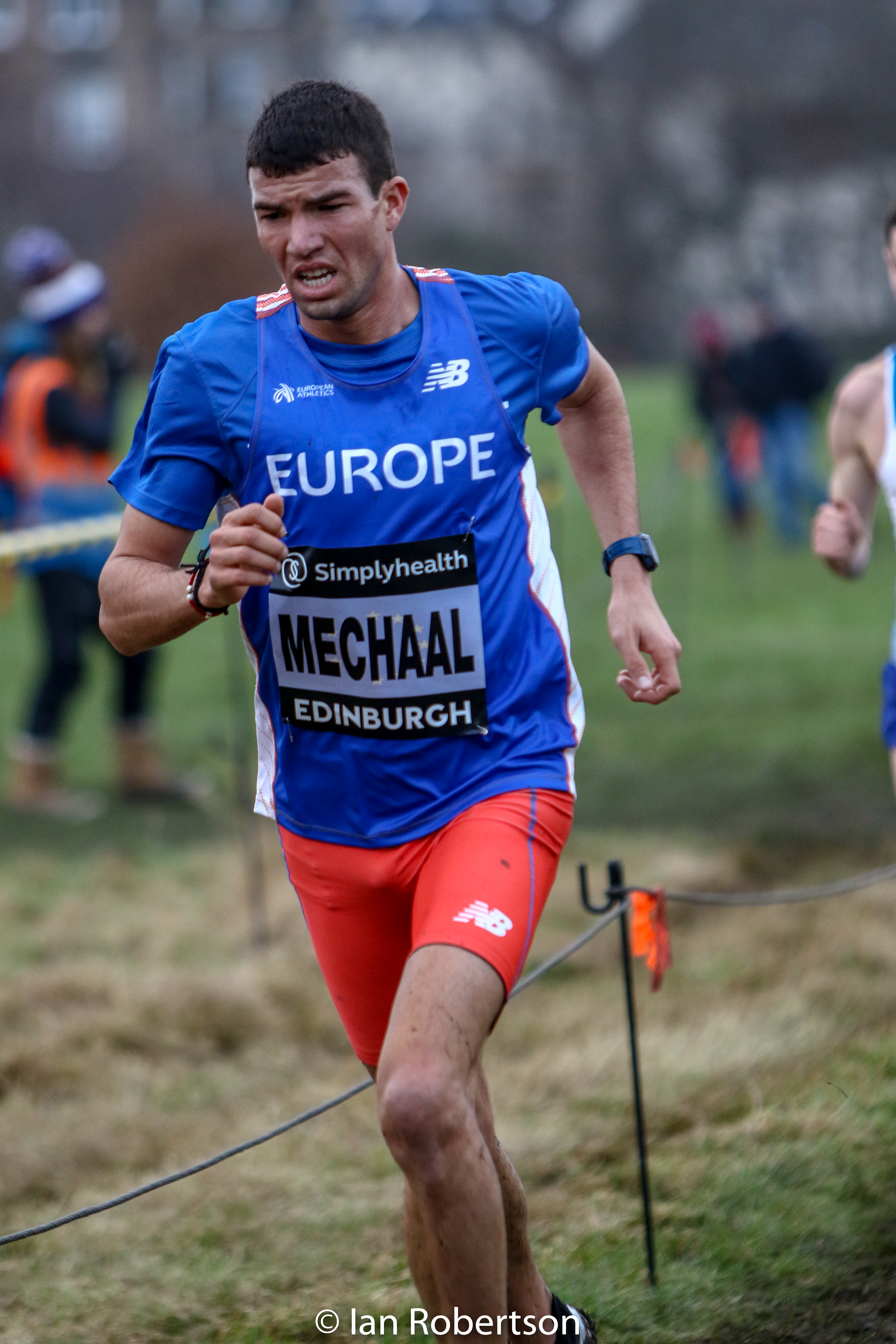
Adel Mechaal (hier im Crosslauf) – Rang vier

7. August 2018, 20:20 Uhr
| Platz | Athlet                   | Land                        | Zeit (min)  |
| ----- | ------------------------ | --------------------------- | ----------- |
|       | Morhad Amdouni           | Frankreich                  | 28:11,22    |
|       | Bashir Abdi              | Belgien                     | 28:11,76    |
|       | Yemaneberhan Crippa      | Italien                     | 28:12,15    |
| 04    | Adel Mechaal             | Spanien                     | 28:13,78    |
| 05    | Andrew Vernon            | Großbritannien              | 28:16,90    |
| 06    | Soufiane Bouchikhi       | Belgien                     | 28:19,04    |
| 07    | Julien Wanders           | Schweiz                     | 28:22,02    |
| 08    | Florian Carvalho         | Frankreich                  | 28:29,08    |
| 09    | Juan Antonio Pérez       | Spanien                     | 28:31,31 SB |
| 10    | Kaan Kigen Özbilen       | Türkei                      | 28:32,93    |
| 11    | Chris Thompson           | Großbritannien              | 28:33,12    |
| 12    | Daniel Mateo             | Spanien                     | 28:44,43    |
| 13    | Lorenzo Dini             | Italien                     | 28:45,04    |
| 14    | Alexander Yee            | Großbritannien              | 28:58,86    |
| 15    | Simon Debognies          | Belgien                     | 29:00,98    |
| 16    | Amanal Petros            | Deutschland                 | 29:01,19    |
| 17    | Wassyl Kowal             | Ukraine                     | 29:07,23    |
| 18    | Arttu Vattulainen        | Finnland                    | 29:12,02    |
| 19    | Nicolae Soare            | Rumänien                    | 29:13,82    |
| 20    | Jewgeni Rybakow          | Authorised Neutral Athletes | 29:15,30    |
| 21    | Dmytro Siruk             | Ukraine                     | 29:19,55    |
| 22    | Benjamin Rainero de Haan | Niederlande                 | 29:38,31    |
| 23    | Stephen Scullion         | Irland                      | 29:46,87    |
| 24    | Sebastian Hendel         | Deutschland                 | 29:53,45    |
| 25    | Girmaw Amare             | Israel                      | 30:11,91    |
| 26    | François Barrer          | Frankreich                  | 30:22,91    |
| 27    | Marius Øyre Vedvik       | Norwegen                    | 30:46,59    |
| DNF   | Samuel Barata            | Portugal                    |             |
| DNF   | Richard Ringer           | Deutschland                 |             |
| DNF   | Aras Kaya                | Türkei                      |             |
| DNF   | Jakub Zemaník            | Tschechien                  |             |
| DNF   | Polat Kemboi Arıkan      | Türkei                      |             |

| Zwischenzeiten      | Zwischenzeiten | Zwischenzeiten                                         | Zwischenzeiten |
| Zwischenzeit- Marke | Zwischenzeit   | Führende(r)                                            | 1000-m-Zeit    |
| ------------------- | -------------- | ------------------------------------------------------ | -------------- |
| 1000 m              | 2:47,28 min    | Polat Kemboi Arıkan vor dem geschlossenen Feld         | 2:47,28 min    |
| 2000 m              | 5:37,03 min    | Kaan Kigen Özbilen in einer großen Führungsgruppe      | 2:49,75 min    |
| 3000 m              | 8:27,72 min    | Juan Pérez in einer großen Führungsgruppe              | 2:50,69 min    |
| 4000 m              | 11:18,74 min   | Kaan Kigen Özbilen in einer großen Führungsgruppe      | 2:51,02 min    |
| 5000 m              | 14:08,93 min   | Kaan Kigen Özbilen in einer 13-köpfigen Führungsgruppe | 2:50,19 min    |
| 6000 m              | 16:59,38 min   | Kaan Kigen Özbilen in einer 11-köpfigen Führungsgruppe | 2:50,45 min    |
| 7000 m              | 19:55,85 min   | Bashir Abdi in einer 11-köpfigen Führungsgruppe        | 2:56,47 min    |
| 8000 m              | 22:48,02 min   | Adel Mechaal in einer 11-köpfigen Führungsgruppe       | 2:52,17 min    |
| 9000 m              | 25:38,02 min   | Adel Mechaal mit einer 7-köpfigen Spitzengruppe        | 2:50,00 min    |
| 10.000 m            | 28:11,22 min   | Morhad Amdouni                                         | 2:33,20 min    |

## Wettbewerbsverlauf
Die Voraussetzungen für diese zweite Langstrecke auf der Bahn sah ähnlich aus wie für den 5000-Meter-Lauf. Bei den Toppveranstaltungen auf Weltniveau gab es – abgesehen vom Briten Mo Farah – schon seit langer Zeit für europäische Läufer kaum Möglichkeiten, in die Phalanx der Afrikaner einzudringen. Die Europäer konnten also hier die Chance nutzen, sich gut zu präsentieren. Im Gegensatz zum 5000-Meter-Lauf gab es über die längere Distanz bereits aktuelle Vergleichswerte aus dem 10.000-Meter-Europacup, ausgetragen im Juni in London. Dort hatte der Deutsche Richard Ringer triumphiert, hatte sich aber im Vorfeld verletzt und gehörte aufgrund seines Trainingsrückstands nicht zum Kreis der Favoriten. Der Franzose Morad Amdouni hatte in London Rang zwei belegt vor dem Italiener Yemaneberhan Crippa und dem Spanier Adel Mechaal, die hier zu den Medaillenkandidaten zählten. Stark einzuschätzen waren auch der Europameister von 2016 Polat Kemboi Arıkan, der für die Türkei startete, Vizeeuropameister Ali Kaya, ebenfalls Türkei, und der spanische EM-Dritte Antonio Abadía. Mit guten Aussichten startete auch der Belgier Bashir Abdi als EM-Vierter von 2012.
In der Anfangsphase wechselten sich der Spanier Juan Pérez sowie die beiden für die Türkei startenden Kaan Kigen Özbilen und Titelverteidiger Arıkan in der Führungsarbeit ab. Das Tempo war mit 1000-Meter-Abschnitten von knapp unter 2:50 min nicht hoch. So blieb auch längere Zeit eine größere Läufergruppe zusammen. Auch auf der zweiten Streckenhälfte setzte sich diese Tendenz fort. Özbilen führte das Feld nun für längere Zeit an, es wurde sogar noch etwas langsamer. Dennoch mussten jetzt nach und nach zahlreiche Athleten abreißen lassen. Fünf Läufer gaben das Rennen in dieser Phase auf, darunter auch Kaya, Arıkan und Ringer.
Im weiteren Verlauf ergriffen Abdi und der Spanier Adel Mechaal die Initiative, nachdem Özbilen sein eigenes Tempo nicht mehr halten konnte. Eine Temposteigerung gab es allerdings erst auf den letzten tausend Metern. Mit Mechaal, dem Belgier Soufiane Bouchikhi, Amdouni, Abdi, Crippa, dem Briten Andy Vernon und dem Schweizer Julien Wanders hatte sich jetzt eine siebenköpfige Spitzengruppe gebildet. Mit Beginn der letzten Runde übernahm Abdi die Führung. Ihm folgten Mechaal, Amdouni, Crippa und Bouchikhi, während Vernon und Wanders den Kontakt verloren. Auf den letzten zweihundert Metern war Morhad Amdouni am schnellsten und siegte knapp vor Bashir Abdi. Yemaneberhan Crippa gewann die Bronzemedaille, Adel Mechaal wurde Vierter. Andrew Vernon fing Soufiane Bouchikhi am Schluss noch ab und belegte Rang fünf vor dem Belgier. Julien Wanders kam auf den siebten Platz. Mit deutlichem Abstand erreichte der Franzose Florian Carvalho hinter ihm Rang acht. Der lange führende Kaan Kigen Özbilen wurde am Ende Zehnter hinter dem Spanier Juan Pérez.
Eine Reihe der hier gestarteten Läufer war vier Tage später auch über 5000 m mit dabei. Morhad Amdouni holte sich mit Bronze dort eine zweite Medaille. Yemaneberhan Crippa kam auf den vierten Platz.

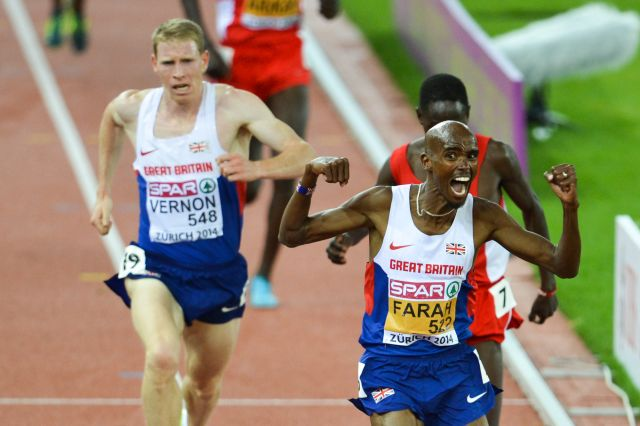
Andrew Vernon (ganz links) – Rang fünf
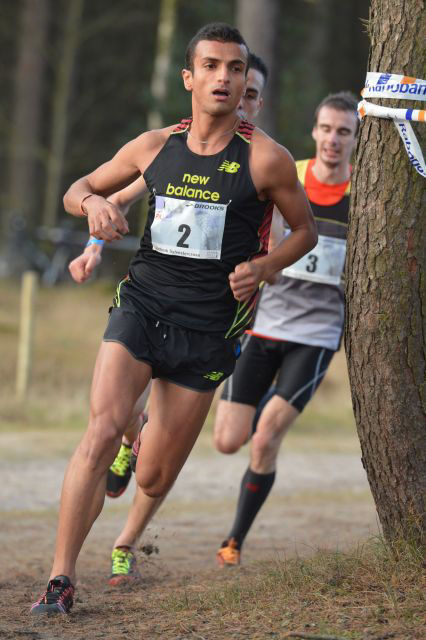
Soufiane Bouchikhi (in einem Crossrennen) – Rang sechs
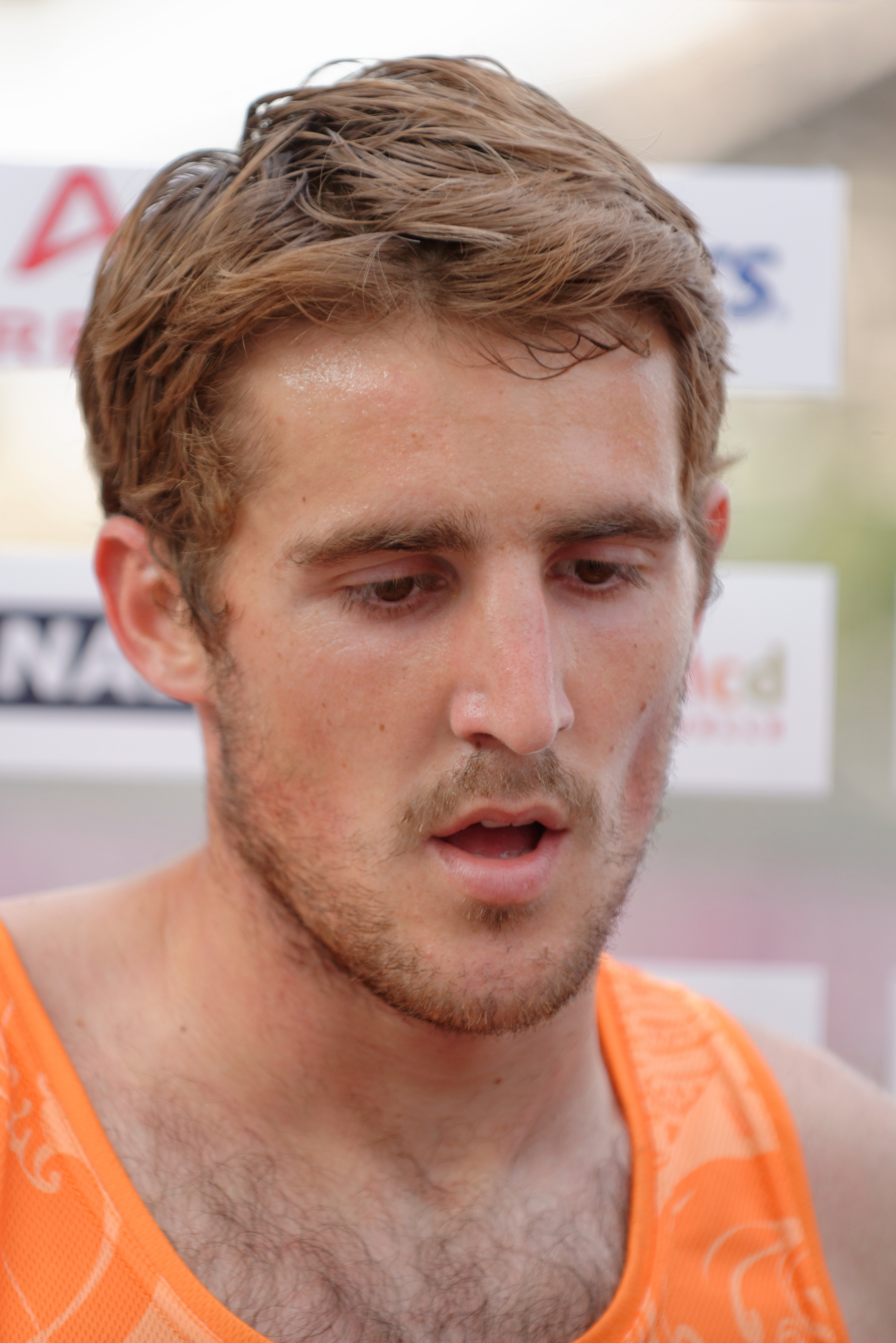
Florian Carvalho – Rang acht
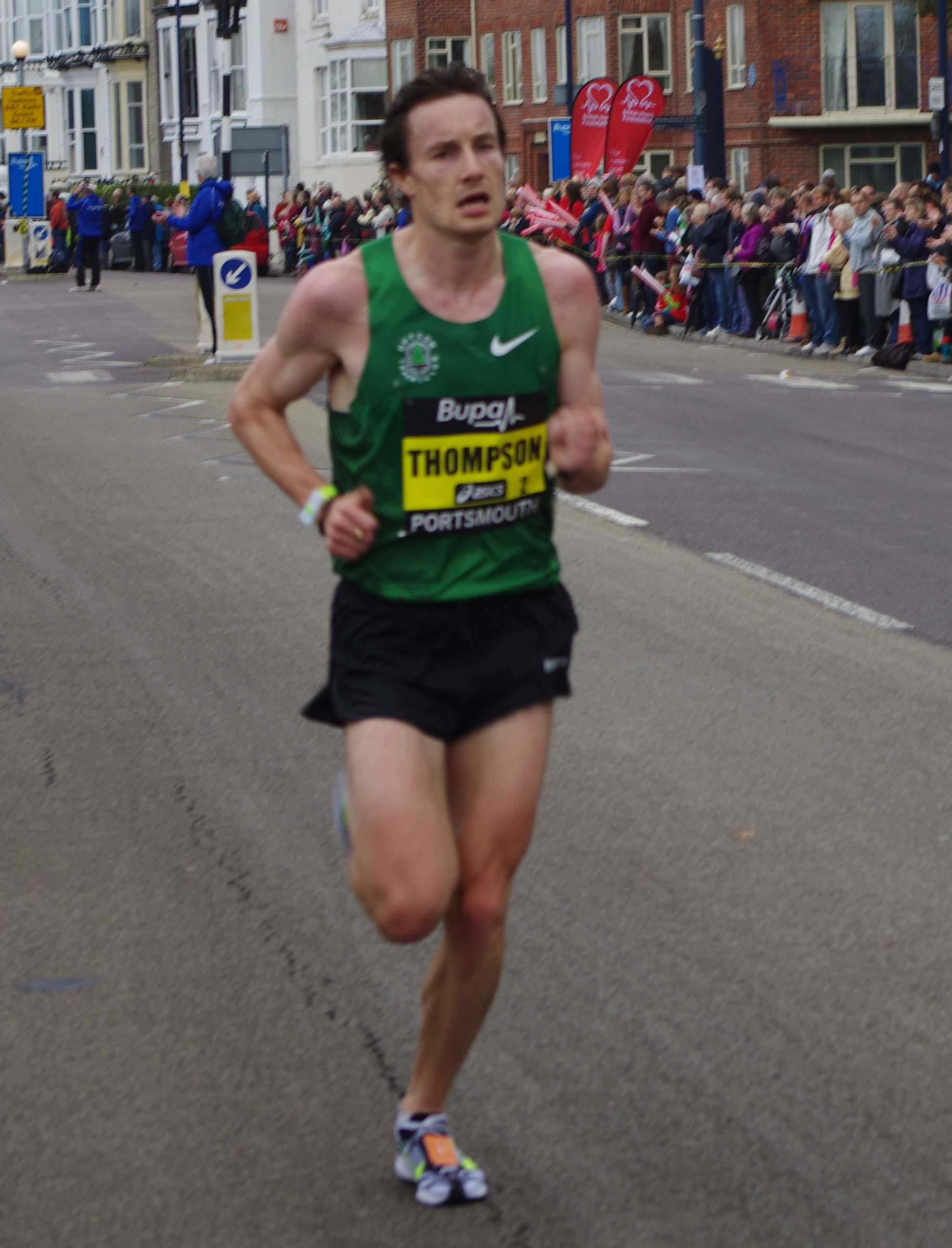
Chris Thompson – Rang elf

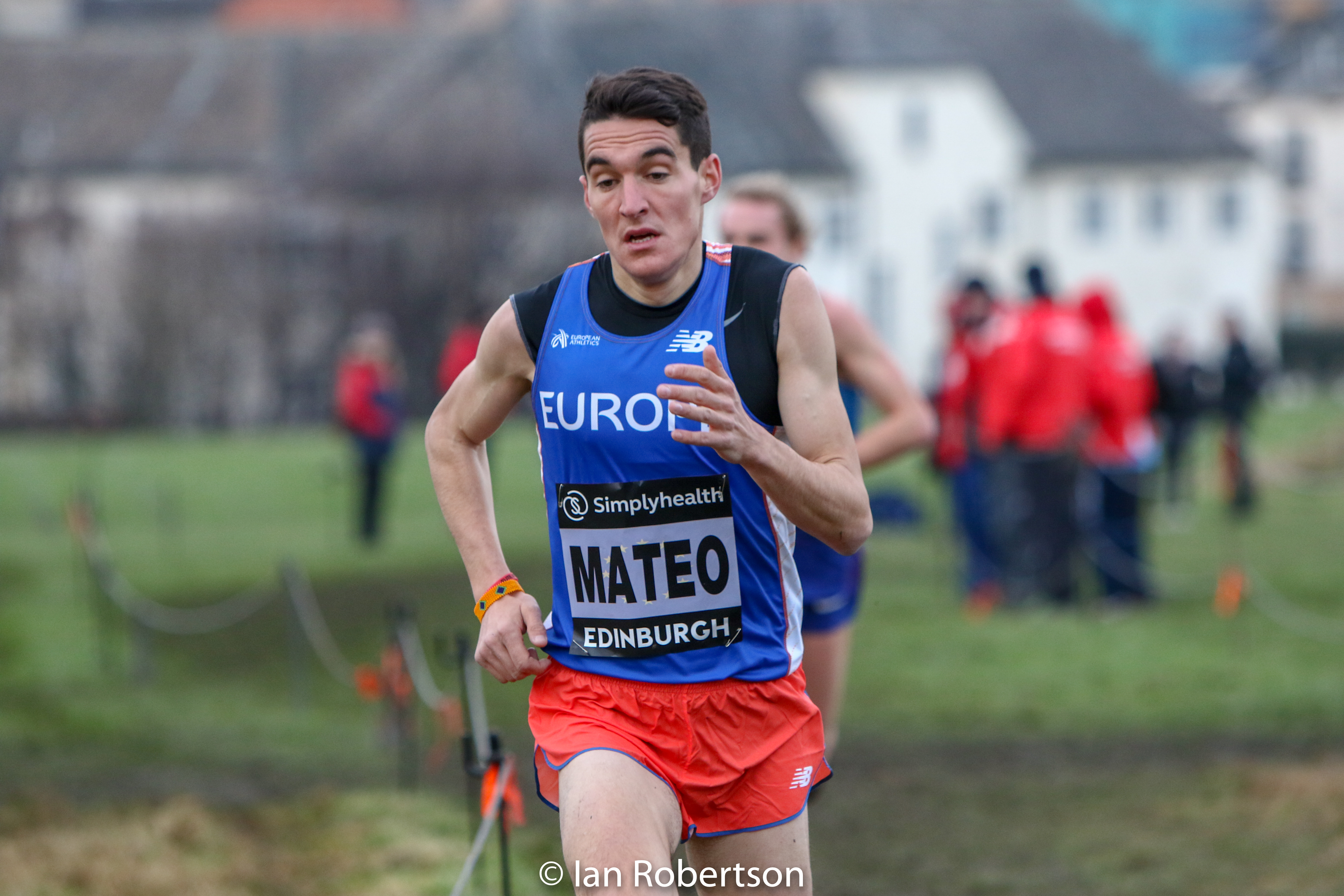
Daniel Matea – Rang zwölf
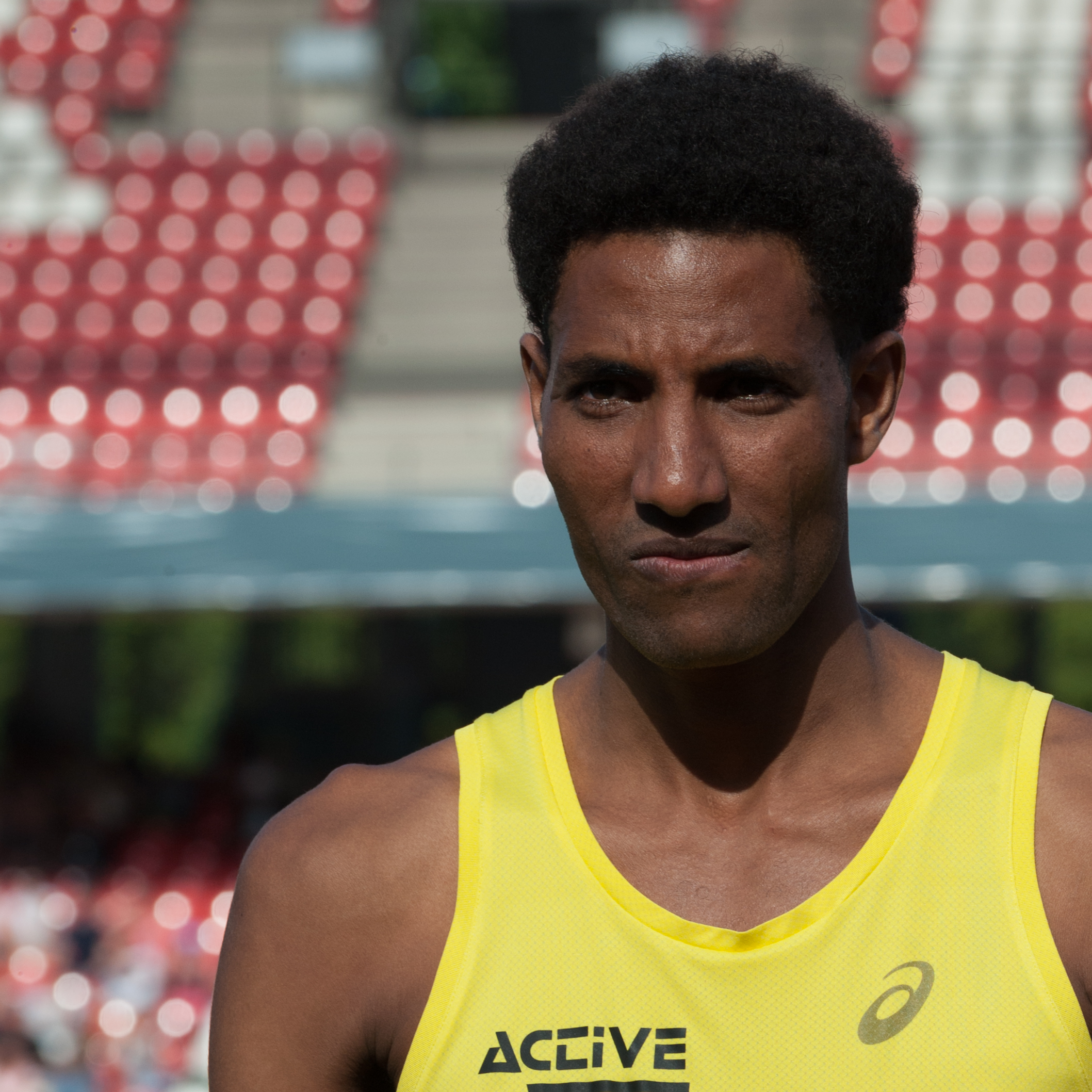
Amanal Petros – Rang sechzehn
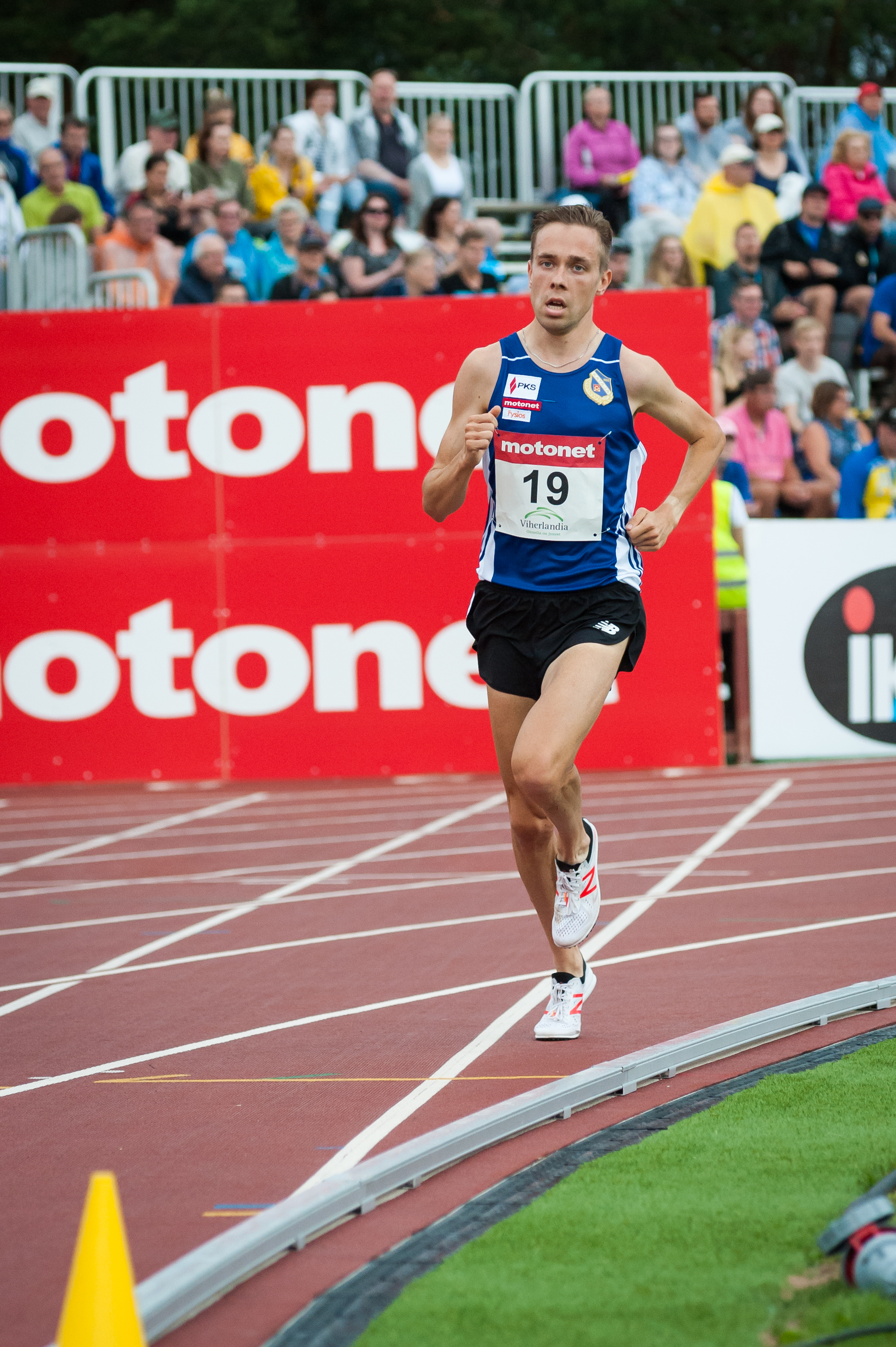
Arttu Vattulainen – Rang achtzehn
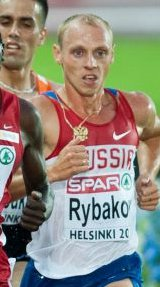
Jewgeni Rybakow – Rang zwanzig

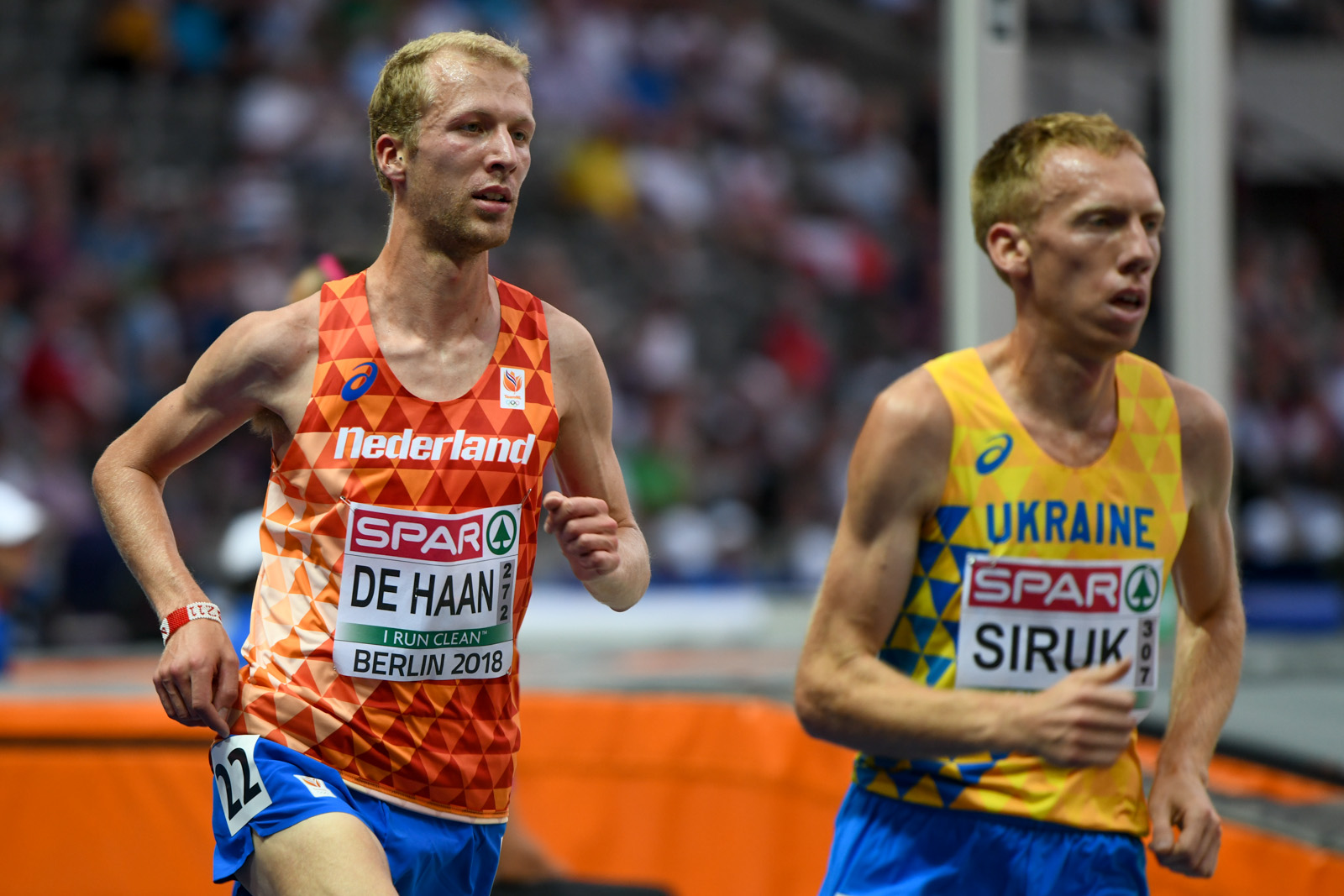
Dmytro Siruk – Rang 21 / Benjamin Rainero de Haan – Rang 22
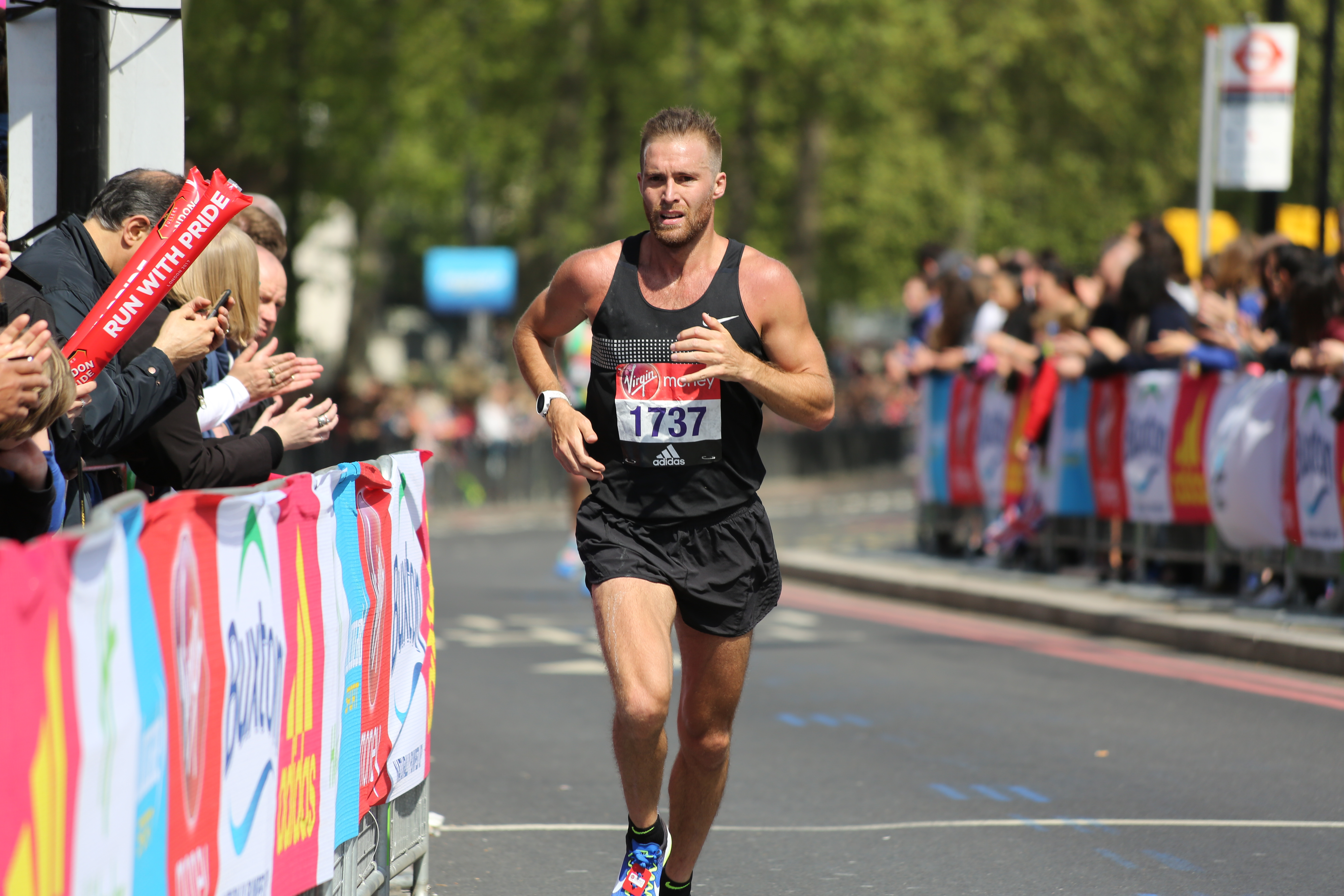
Stephen Scullion – Rang 23
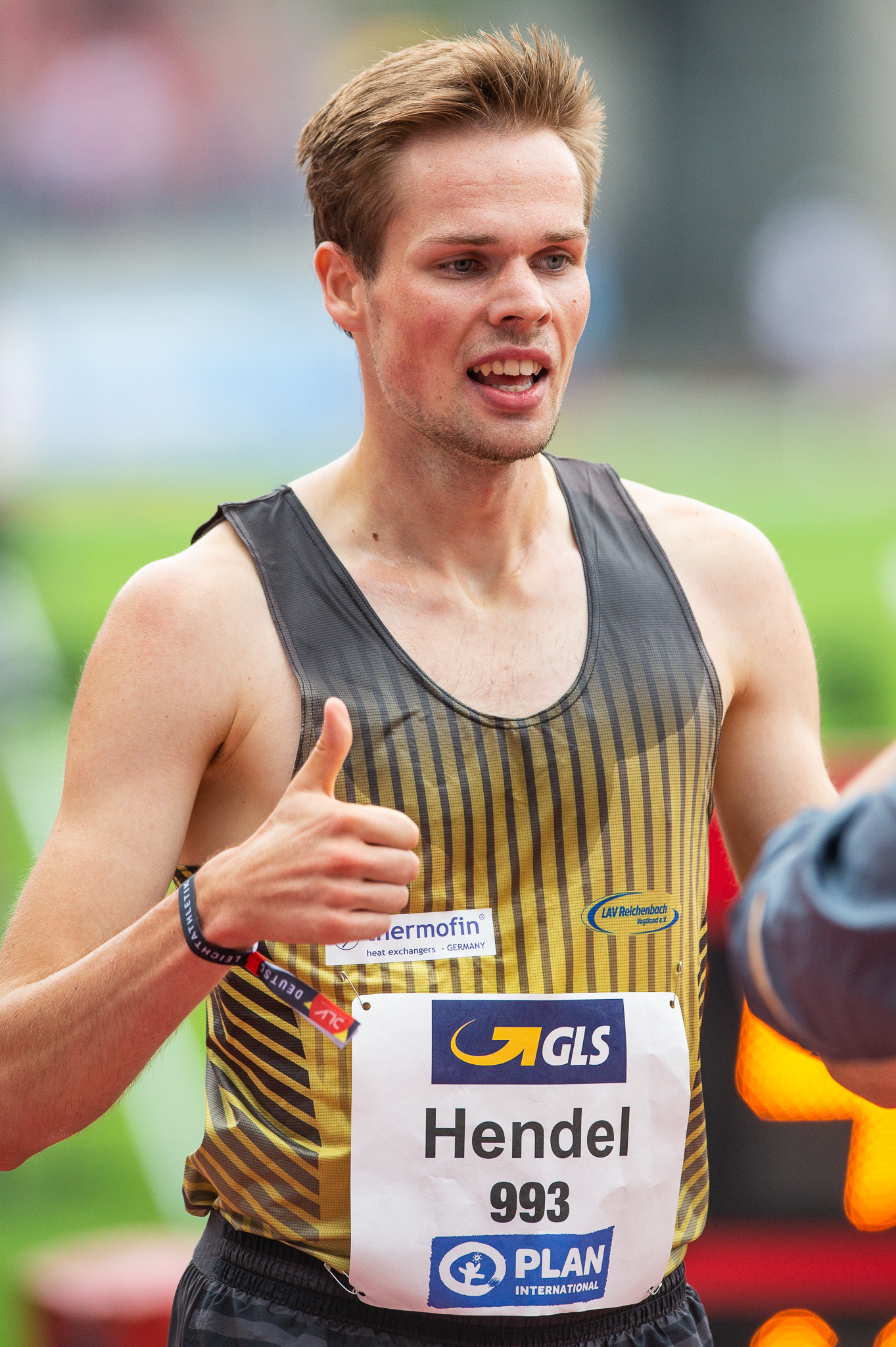
Sebastian Hendel – Rang 24

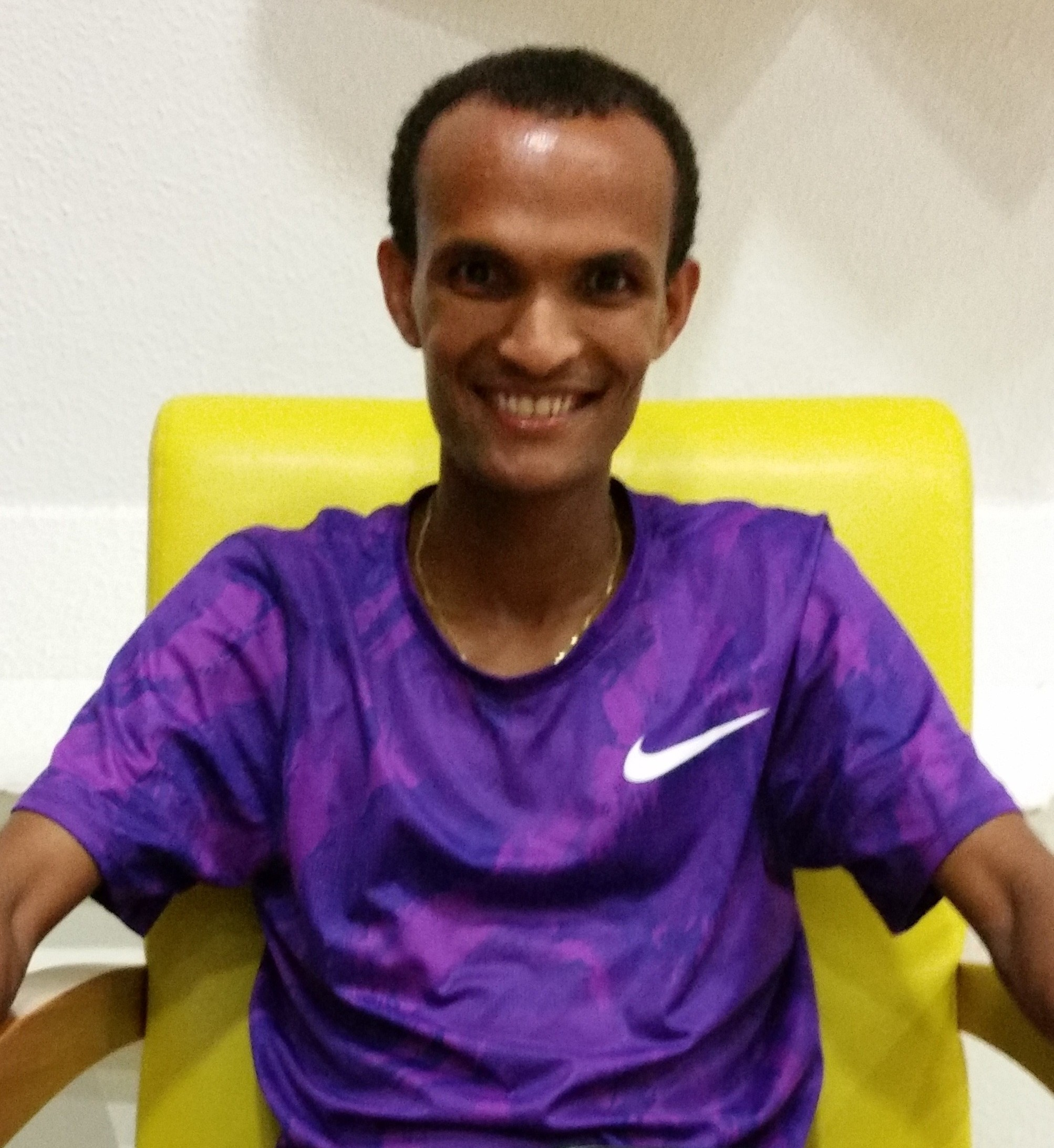
Girmaw Amare – Rang 25
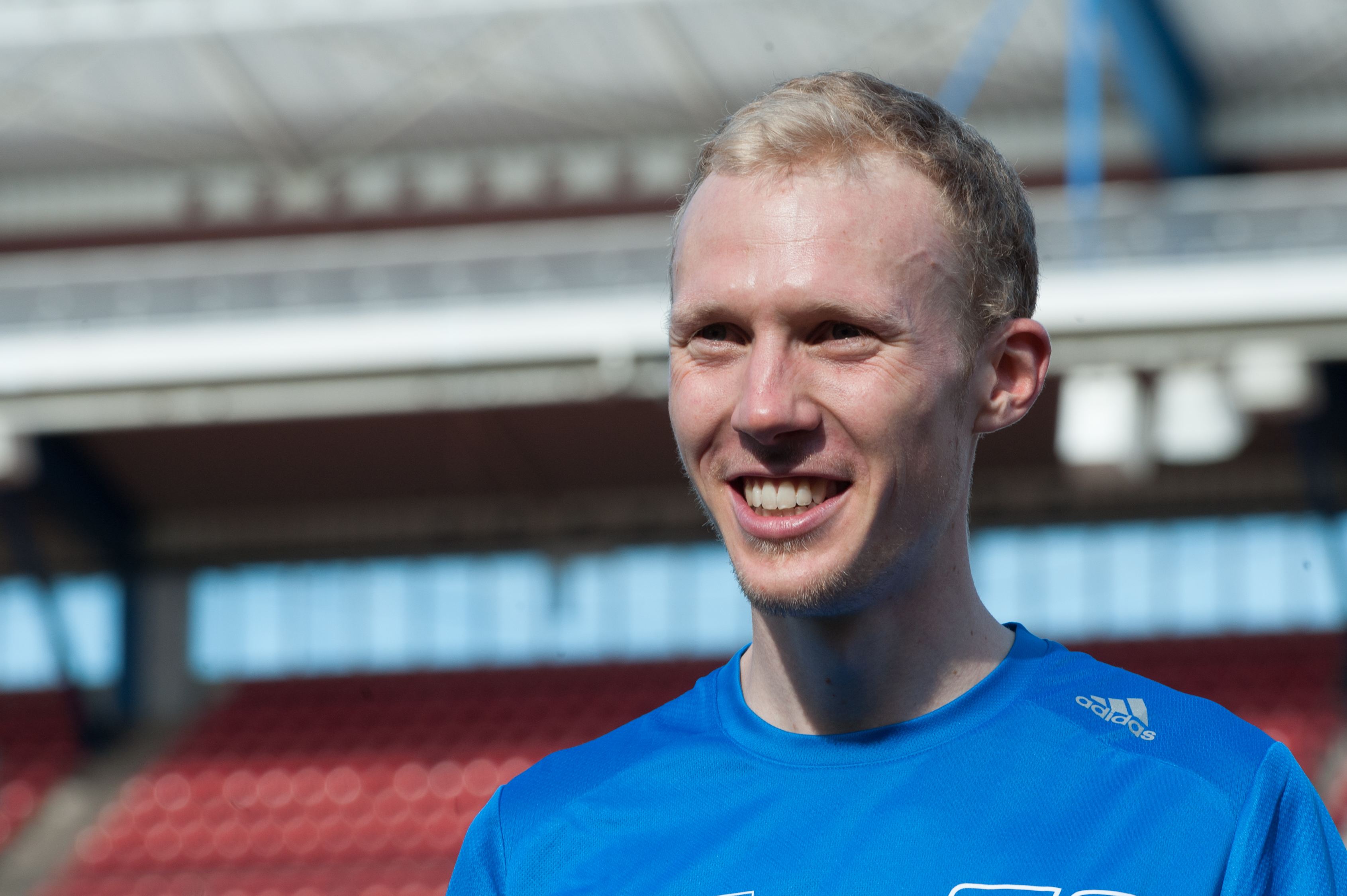
Richard Ringer – Rennen nicht beendet
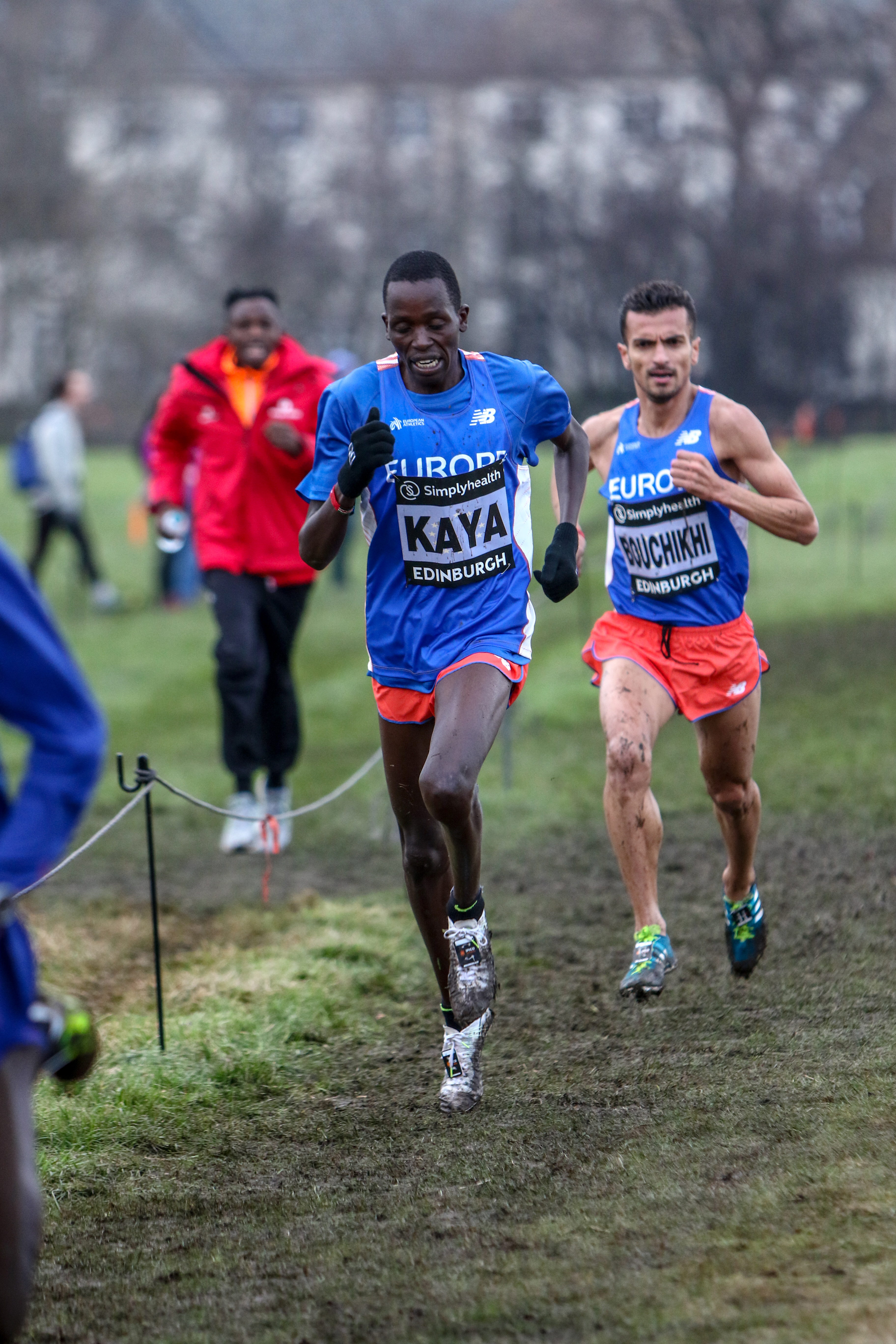
Aras Kaya – Rennen nicht beendet
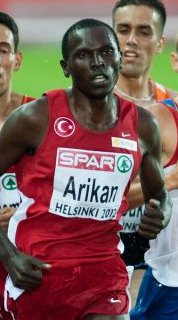
Polat Kemboi Arıkan – Rennen nicht beendet